# Réseau routier des Bouches-du-Rhône
Cet article présente l'histoire, les caractéristiques et les événements significatifs ayant marqué le réseau routier du département des Bouches-du-Rhône en France.
Au 31 décembre 2017, la longueur totale du réseau routier du département des Bouches-du-Rhône est de 12 631 kilomètres, se répartissant en 326 kilomètres d'autoroutes, 93 kilomètres de routes nationales, 3 005 kilomètres de routes départementales et 9 207 kilomètres de voies communales.

## Histoire

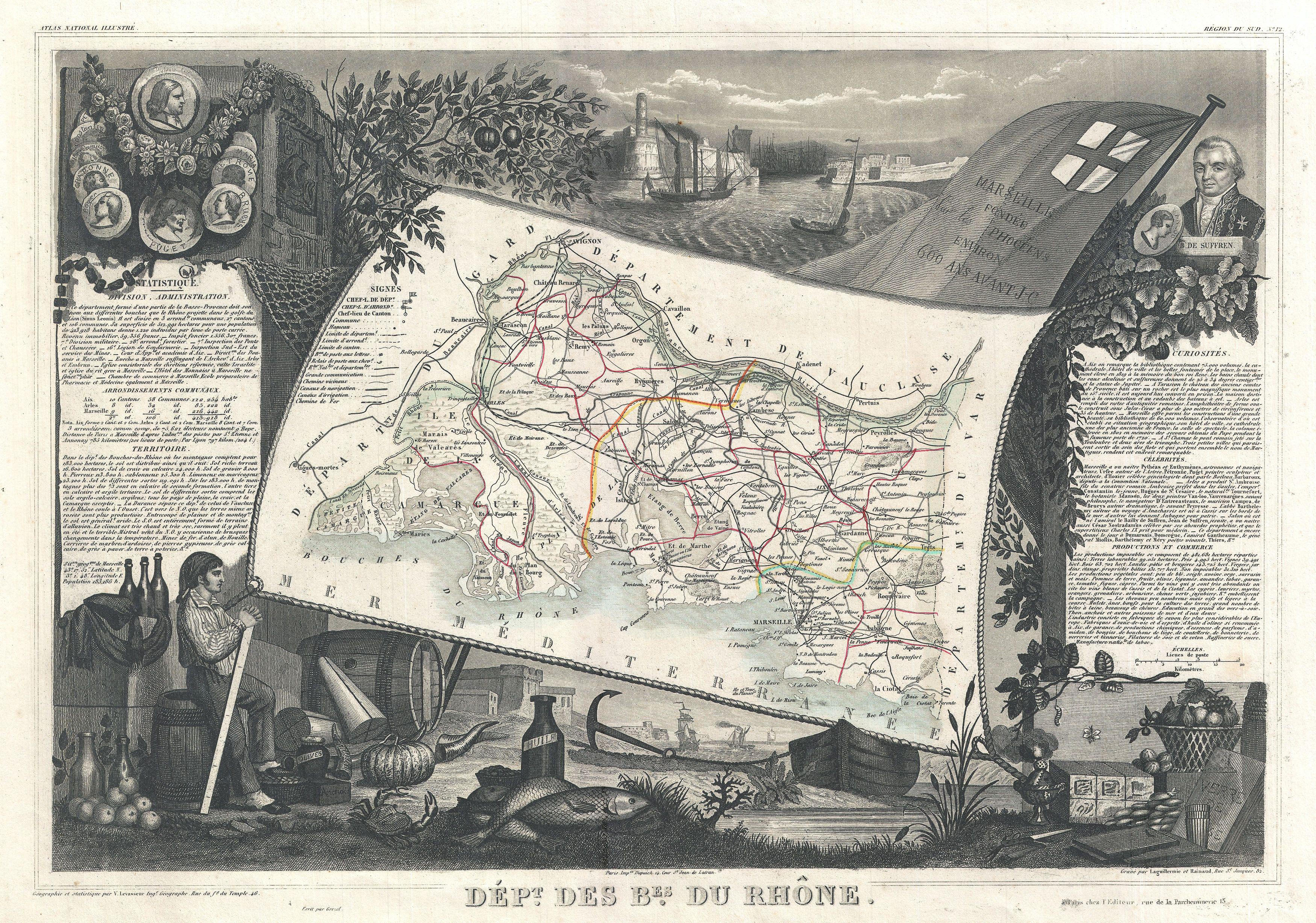
Carte Levasseur du département du Rhône (1852)

### XVIIIesiècle
De 1750 à 1784, l’ensemble du réseau routier est pour la première fois cartographié à grande échelle (au 86400e) et de manière complète par Cassini de Thury, à la demande de Louis XV. Ces cartes sont d’une grande richesse toponymique, mais d’une grande pauvreté quant à la figuration du relief et de l’altimétrie. De même les chemins secondaires sont rarement représentés, du fait d’une part de leur état médiocre, d’autre part de leur faible importance économique.

### XIXesiècle
L’Atlas national illustré réalisé par Victor Levasseur est un précieux témoignage du XIXe siècle, les cartes coloriées à la main sont entourées de gravures indiquant statistiques, notes historiques et illustrations caractéristiques des départements. Sur ces cartes sont représentées les routes, voies ferrées et voies d'eau. Par ailleurs, les départements sont divisés en arrondissements, cantons et communes.

### XXesiècle

#### Réforme de 1930
Devant l'état très dégradé du réseau routier au lendemain de la Première Guerre mondiale et l'explosion de l'industrie automobile, l'État, constatant l'incapacité des collectivités territoriales à remettre en état le réseau routier pour répondre aux attentes des usagers, décide d'en prendre en charge une partie. L'article 146 de la loi de finances du 16 avril 1930 prévoit ainsi le classement d'une longueur de l'ordre de 40 000 kilomètres de routes départementales dans le domaine public routier national.
En ce qui concerne le département des Bouches-du-Rhône, ce classement devient effectif à la suite du décret du 6 juin 1930.

#### Réforme de 1972
En 1972, un mouvement inverse est décidé par l'État. La loi de finances du 29 décembre 1971 prévoit le transfert dans la voirie départementale de près de 53 000 kilomètres de routes nationales. Le but poursuivi est :
- d'obtenir une meilleure responsabilité entre l'État et les collectivités locales en fonction de l'intérêt économique des différents réseaux,
- de permettre à l'État de concentrer ses efforts sur les principales liaisons d'intérêt national,
- d'accroître les responsabilités des assemblées départementales dans le sens de la décentralisation souhaitée par le gouvernement,
- d'assurer une meilleure gestion et une meilleure programmation de l'ensemble des voies.

Le transfert s'est opéré par vagues et par l'intermédiaire de plusieurs décrets publiés au Journal Officiel. Après concertation, la très grande majorité des départements a accepté le transfert qui s'est opéré dès 1972. En ce qui concerne le département des Bouches-du-Rhône, le transfert est acté avec un arrêté interministériel publié au journal officiel le 16 décembre 1981.

### XXIesiècle

#### Réforme de 2005
Une nouvelle vague de transferts de routes nationales vers les départements intervient avec la loi du 13 août 2004 relative aux libertés et responsabilités locales, un des actes législatifs entrant dans le cadre des actes II de la décentralisation où un grand nombre de compétences de l'État ont été transférées aux collectivités locales. Dans le domaine des transports, certaines parties des routes nationales sont transférées aux départements et, pour une infime partie, aux communes (les routes n'assurant des liaisons d'intérêt départemental).
Le décret en Conseil d’État définissant le domaine routier national prévoit ainsi que l’État conserve la propriété de 8 000 kilomètres d’autoroutes concédées et de 11 800 kilomètres de routes nationales et autoroutes non concédées et qu'il cède aux départements un réseau de 18 000 kilomètres.
Dans le département des Bouches-du-Rhône, le transfert est décidé par arrêté préfectoral signé le 22 décembre 2005. 394 kilomètres de routes nationales sont déclassées. La longueur du réseau routier national dans le département passe ainsi de 487 kilomètres en 2004 à 175 en 2006 pendant que celle du réseau départemental s'accroît de 2 706 à 3 063 kilomètres.

## Caractéristiques

### Consistance du réseau
Le réseau routier comprend cinq catégories de voies : les autoroutes et routes nationales appartenant au domaine public routier national et gérées par l'État, les routes départementales appartenant au domaine public routier départemental et gérées par les conseils généraux et les voies communales et chemins ruraux appartenant respectivement aux domaines public et privé des communes et gérées par les municipalités. Le linéaire de routes par catégories peut évoluer avec la création de routes nouvelles ou par transferts de domanialité entre catégories par classement ou déclassement, lorsque les fonctionnalités de la route ne correspondent plus à celle attendues d'une route de la catégorie dans laquelle elle est classée. Ces transferts peuvent aussi résulter d'une démarche globale de transfert de compétences d'une collectivité vers une autre.
Au 31 décembre 2011, la longueur totale du réseau routier du département des Bouches-du-Rhône est de 12 519 kilomètres, se répartissant en 321 kilomètres d'autoroutes, 92 kilomètres de routes nationales, 3 058 kilomètres de routes départementales et 9 048 kilomètres de voies communales.
Il occupe ainsi le 31e rang au niveau national sur les 96 départements métropolitains quant à sa longueur et le 18e quant à sa densité avec 2,5 kilomètres par km2 de territoire.
Trois grandes réformes ont contribué à faire évoluer notablement cette répartition : 1930, 1972 et 2005.
L'évolution du réseau routier entre 2002 et 2017 est présentée dans le tableau ci-après.
|                        | 2002   | 2003   | 2004   | 2005   | 2006   | 2007   | 2008   | 2009   | 2010   | 2011   | 2012   | 2013   | 2014   | 2015   | 2016   | 2017   |
| ---------------------- | ------ | ------ | ------ | ------ | ------ | ------ | ------ | ------ | ------ | ------ | ------ | ------ | ------ | ------ | ------ | ------ |
| Autoroutes             | 321    | 321    | 321    | 321    | 321    | 320    | 321    | 321    | 321    | 321    | 321    | 321    | 321    | 321    | 326    | 326    |
| Routes nationales      | 487    | 486    | 487    | 130    | 175    | 113    | 93     | 92     | 92     | 92     | 77     | 92     | 93     | 93     | 93     | 93     |
| Routes départementales | 2 706  | 2 706  | 2 706  | 2 706  | 3 063  | 3 063  | 3 063  | 3 063  | 3 063  | 3 058  | 3 058  | 3 058  | 3 058  | 3 058  | 3 058  | 3 005  |
| Voies communales       | 8 556  | 8 736  | 8 751  | 8 813  | 8 814  | 9 001  | 9 001  | 9 046  | 9 048  | 9 048  | 9 118  | 9 122  | 9 122  | 9 161  | 9 185  | 9 207  |
| TOTAL                  | 12 070 | 12 249 | 12 265 | 11 970 | 12 373 | 12 497 | 12 478 | 12 522 | 12 524 | 12 519 | 12 574 | 12 593 | 12 594 | 12 633 | 12 662 | 12 631 |

### Autoroutes
Le département des Bouches-du-Rhône est parcouru par les autoroutes ou sections d'autoroutes suivantes :
- A7 de la limite avec le département du Vaucluse jusqu'à son terminus à Marseille
- A8 de la limite avec le département du Var jusqu'à son confluent avec l'A7 à La Fare-les-Oliviers
- A50 de la limite avec le département du Var jusqu'au Tunnel Prado-Carénage
- A51 de Septèmes-les-Vallons à la limite avec le département du Vaucluse
- A52 de l'A8 (La Barque) à l'A50 (Aubagne)
- A54 de Salon-de-Provence à la limite avec le département du Gard
- A55 du Tunnel du Vieux-Port de Marseille jusque Martigues

## Réalisations ou événements récents
Cette section a pour objet de recenser les événements marquants concernant le domaine de la Route dans le département des Bouches-du-Rhône depuis 1990. Seront ainsi citées les déclarations d’utilité publique, les débuts de travaux et les mises en service. Seuls les ouvrages les plus importants soit par leur coût soit par leur impact (déviation de bourgs) seront pris en compte. De même il est souhaitable de ne pas recenser les projets qui n’ont pas encore fait l’objet d’une utilité publique.

### Déviation de Cabannes
Entre les ponts de Bonpas et de Cavaillon, la continuité routière rive gauche de la Durance constituée par la RD24 et la RD26 est interrompue par le carrefour historique que constitue l’agglomération de Cabannes. Elle est utilisée par un nombre important de poids lourds, notamment liés à l’activité de production agricole et ses dérivés (logistique, transformation), incompatible avec les caractéristiques insuffisantes de la traversée de Cabannes, bourg ancien à la voirie étroite et tortueuse. Le trafic total était de 4420 véhicules par jour en 2008.
La déviation de l'agglomération a été réalisée par le nord, selon un tracé rapproché de celui de l’autoroute A7, de façon à déstructurer le moins possible l’environnement Cabannais. Il s'agit d'une voie nouvelle à chaussée unique bidirectionnelle longue de 4 km, raccordée au sud sur le carrefour giratoire (5 branches) existant desservant la zone d’activités de La Plaine sur la RD26 et au nord sur un carrefour giratoire créé sur la RD24 avec la déviation, reprenant également la voie de désenclavement franchissant l’autoroute A7 et une voie locale (5 branches). Un giratoire intermédiaire au niveau du chemin du Réal et un franchissement dénivelé sécurisé avec bretelle d’accès par le chemin des Courses ont également été créés. Enfin, des chemins agricoles et de désenclavement divers ainsi que des protections antibruit dans les parties qui le nécessitaient ont été mis en place.
Le coût total de l'opération, financée en totalité par le département, est de 9 230 000 €, répartis en 7 700 000 € pour les travaux, 300 000 € pour les études et la maîtrise d'œuvre, et 1 230 000 € pour les acquisitions foncières. Les travaux se sont étalés du troisième trimestre 2012 au deuxième trimestre 2015, la route ayant été mise en service à cette période.

### Déviation de La Fare-les-Oliviers
Le village de La Fare-les-Oliviers est traversé par la RD10, qui supporte un trafic de 11 000 véhicules par jour, dont 500 poids lourds, dans des conditions de sécurité difficiles et pénalisantes pour le cadre de vie des habitants. L'objectif de l'opération est de dévier 5000 véhicules par jour et la quasi-totalité des poids-lourds. L'aménagement consiste à réaliser une nouvelle liaison routière entre la RD10 à l'est de La Fare-les- Oliviers (carrefour RD10/RD19) et la RD113 au sud (carrefour RD113/RD21f). Le tracé retenu dit "de l'Arc" concerne les communes de Berre-l'Étang, Velaux et La Fare-les-Oliviers. Le projet se développe sur 4,2 km, dont 3,6 km en site propre et 0,6 km sur la RD10 existante en entrée de La Fare-les-Oliviers.
Cet aménagement comprend :
-  La déviation de La Fare-les-Oliviers entre la RD113 (raccordement sur le giratoire existant) et la RD10, la plate-forme de la déviation a une largeur de 12,50 mètres : bermes engazonnées 2 x 0,75 m,accotements 2 x 2,00 m et chaussée 2 x 3,50 m
-  Le giratoire de La Garanne : accès au hameau de La Garanne et à l’E.D.S.P. (S.D.I.S.)
-  Le viaduc de franchissement de l’Arc par la déviation, ouvrage d’art de type mixte (métal – béton) à quatre travées, dont la portée sera de 130 mètres, avec un tirant  d’air de 1,50 mètre par rapport à la crue centennale
-  Le giratoire dit de « La Pomme de Pin » à La Fare-les-Oliviers,
- Deux écrans acoustiques absorbants situés le long de la déviation au sud du carrefour précédent : un écran côté ouest de longueur 280,00 m, hauteur 3,10 m / 2,10 m par rapport au trottoir et un écran côté est de longueur 166,00 m et hauteur 2,60 mètres par rapport au trottoir.
-  Le réaménagement de RD10 sur la section comprise entre le futur carrefour de « La Pomme de Pin » et la RD19
-  La création d’un carrefour giratoire à l’intersection entre la RD10 et la RD19.
Le coût total est de 21,7 M€ HT soit 26,0 M€ TTC, entièrement à la charge du Département.